# Michel-Ange - Molitor (métro de Paris)
Pour les articles homonymes, voir Michel-Ange (homonymie).
Michel-Ange - Molitor est une station des lignes 9 et 10 du métro de Paris, située dans le 16e arrondissement de Paris.

## Situation
La station est implantée à l'intersection entre la rue Michel-Ange et la rue Molitor, au sein du quartier administratif d'Auteuil, les quais étant établis :
- sur la ligne 9 (entre les stations Exelmans et Michel-Ange - Auteuil), sous la rue Michel-Ange au sud du carrefour, selon un axe approximativement orienté nord-est/sud-ouest ;
- sur la ligne 10 (entre Boulogne - Jean Jaurès et Chardon-Lagache[1], au sud-est de la boucle d'Auteuil), selon l'axe est-ouest de la rue Molitor, entre la rue Michel-Ange et la rue Erlanger.

La station de la ligne 10 est raccordée à l'ouest à l'arrière-gare de l'ancien terminus de Porte d'Auteuil, d'où partent les voies d'accès à l'atelier de maintenance d'Auteuil ainsi que la Voie Murat, laquelle rejoint la station Porte de Saint-Cloud de la ligne 9 via la station fantôme Porte Molitor.

## Histoire
La station est ouverte le 30 septembre 1913 avec la mise en service du premier prolongement de la ligne 8, depuis Beaugrenelle (actuelle station Charles Michels) jusqu'à Porte d'Auteuil.
Elle doit sa dénomination à sa proximité avec la rue Michel-Ange d'une part, laquelle rend hommage à Michel-Ange (1475-1564), sculpteur, peintre et architecte italien (qui a également donné son nom à la station voisine Michel-Ange - Auteuil), ainsi qu'avec la rue Molitor d'autre part, nommée en l'honneur du comte Gabriel-Jean-Joseph Molitor (1770-1849), maréchal de France.
Le 8 novembre 1922, la station de la ligne 9 est ouverte à son tour à l'occasion de l'inauguration de son premier tronçon entre les terminus provisoires de Trocadéro et d'Exelmans.
Dans la nuit du 26 au 27 juillet 1937, la station de la ligne 8 est transférée à la ligne 10 à la suite du remaniement des lignes 8, 10 et de l'ancienne ligne 14 (devenue par une partie de l'actuelle ligne 13 en 1976), la ligne 8 étant redirigée en parallèle vers son terminus actuel de Balard depuis La Motte-Picquet - Grenelle. Le service entre Porte d'Auteuil et Jussieu n'est toutefois assuré que deux jours plus tard, le 29 juillet suivant, se limitant dans un premier temps à La Motte-Picquet - Grenelle à l'est.
Dans le cadre du programme « Renouveau du métro » de la RATP, les couloirs de la station et l'éclairage des quais des deux lignes sont rénovés le 27 juillet 2010.

### Fréquentation
Selon les estimations de la RATP, la station a vu entrer 2 247 014 voyageurs en 2019, ce qui la place à la 231e position des stations de métro par sa fréquentation sur 302,. En 2020, avec la crise du Covid-19, son trafic annuel tombe à 1 180 095 voyageurs, ce qui la classe alors au 222e rang, avant de remonter progressivement en 2021 avec 1 420 552 entrants comptabilisés, la reléguant cependant à la 241e position des stations de métro pour sa fréquentation sur 304 cette année-là,.

## Services aux voyageurs

### Accès
La station dispose d'un unique accès intitulé « Rue Molitor », constitué d'un escalier fixe débouchant au droit du no 38 de la rue Michel-Ange, à l'angle avec la rue Molitor à proximité du no 37 de cette dernière. Il est orné d'un des rares candélabres Val d'Osne subsistants du réseau, conçus au début des années 1920, ainsi que d'une balustrade en fer forgé dans le style Dervaux des années 1930.

Accès à la station
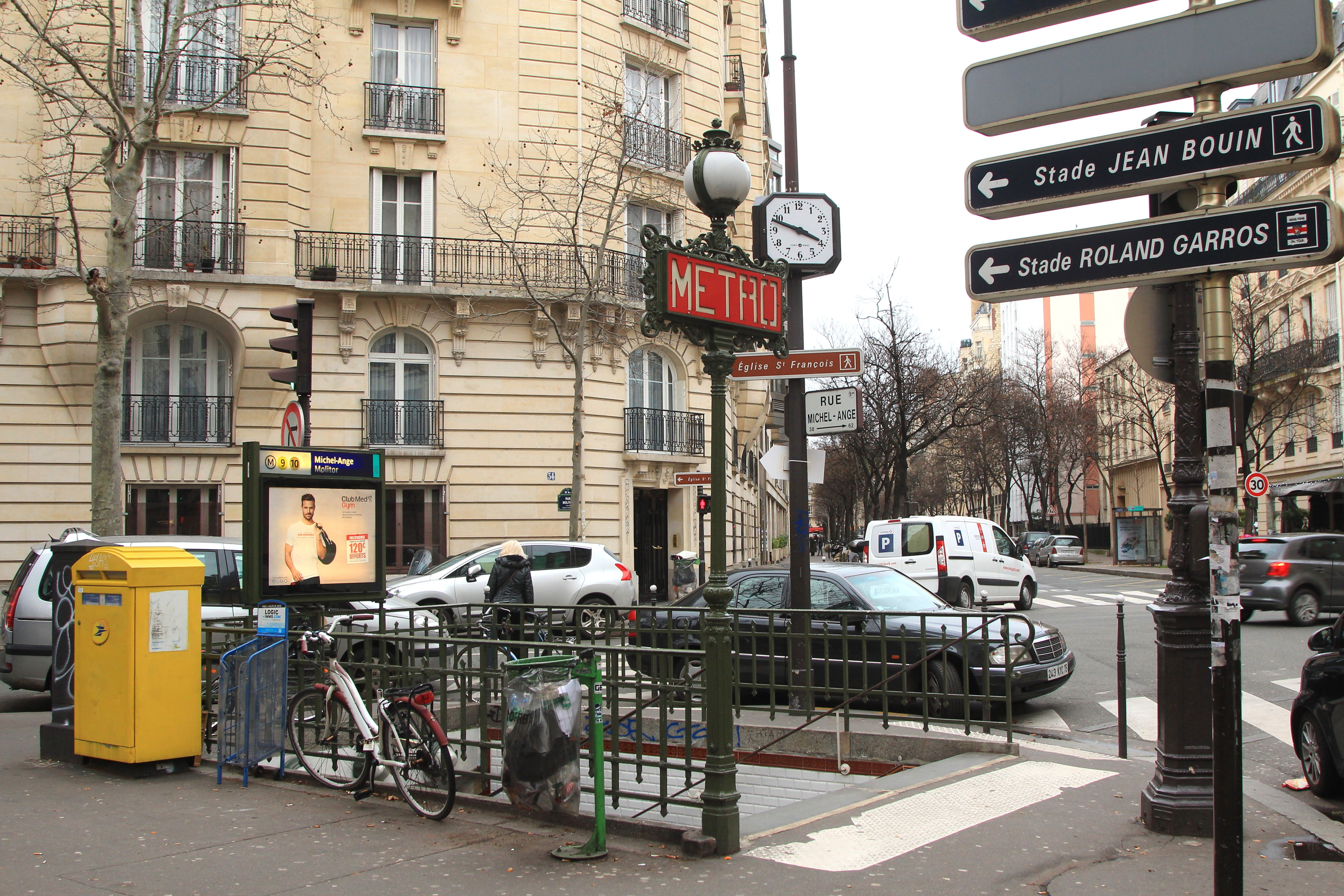
L'unique entrée de la station.
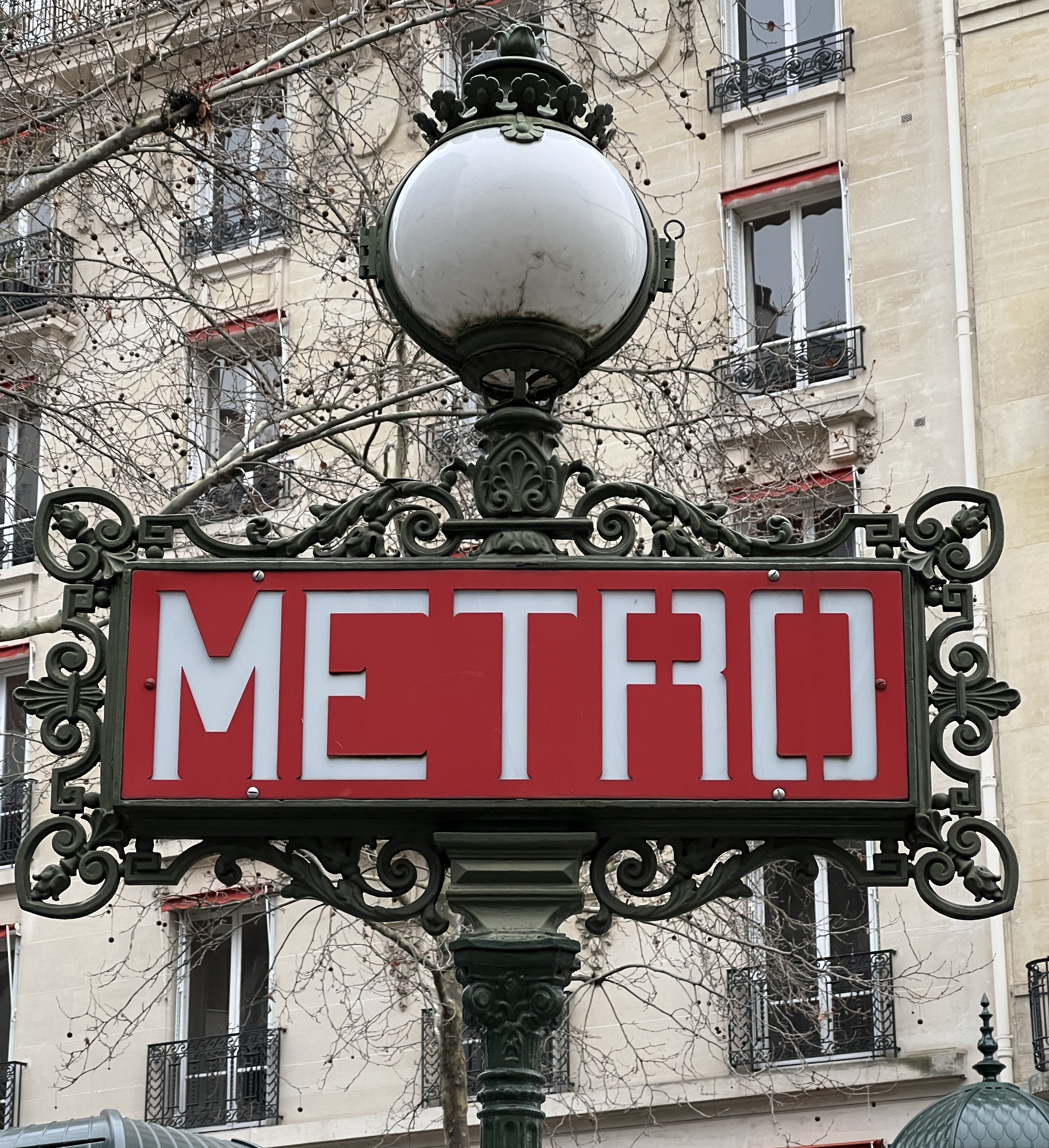
Candélabre Val d'Osne.

### Quais
Les quais de la ligne 9, d'une longueur conventionnelle de 75 mètres, sont de configuration standard pour le métro de Paris : au nombre de deux, ils sont séparés par les voies du métro situées au centre et la voûte est elliptique. La décoration est du style utilisé pour la majorité des stations de métro : les bandeaux d'éclairage sont blancs et arrondis dans le style « Gaudin » du renouveau du métro des années 2000, et les carreaux en céramique blancs biseautés recouvrent les pieds-droits, la voûte ainsi que les tympans. Les cadres publicitaires sont en faïence de couleur miel à motifs végétaux et le nom de la station est également incorporé dans la céramique murale, selon le style décoratif d'entre-deux-guerres de la CMP d'origine. Les sièges de style « Motte » sont de couleur bleue.
À l'exception de la teinte des assises, cette décoration est totalement identique à celle de la station voisine de la ligne 9, Exelmans.

Quais de la ligne 9
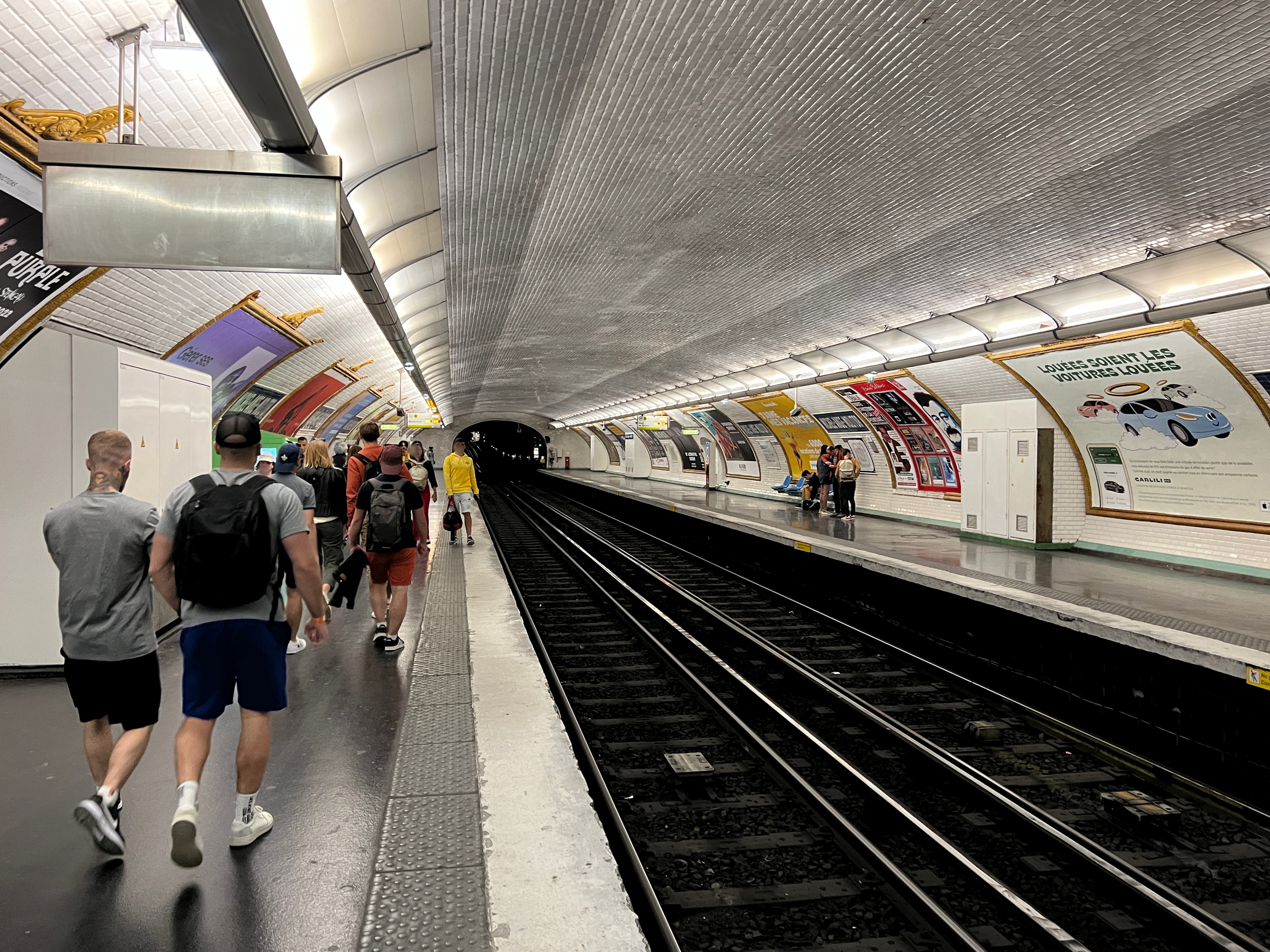
Les quais de la ligne 9, vus en direction de Pont de Sèvres.
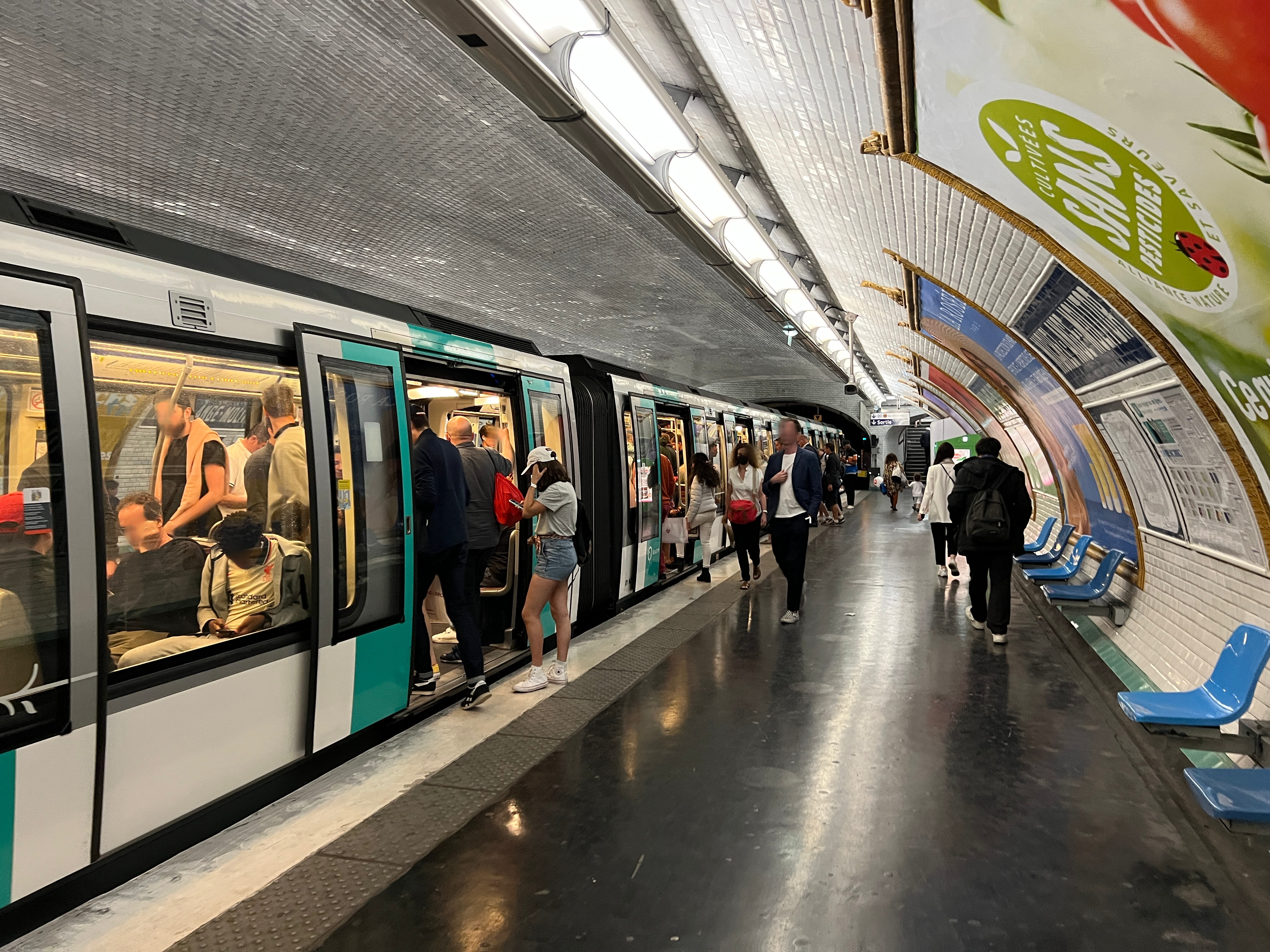
Rame MF 01 à quai en direction de Mairie de Montreuil.
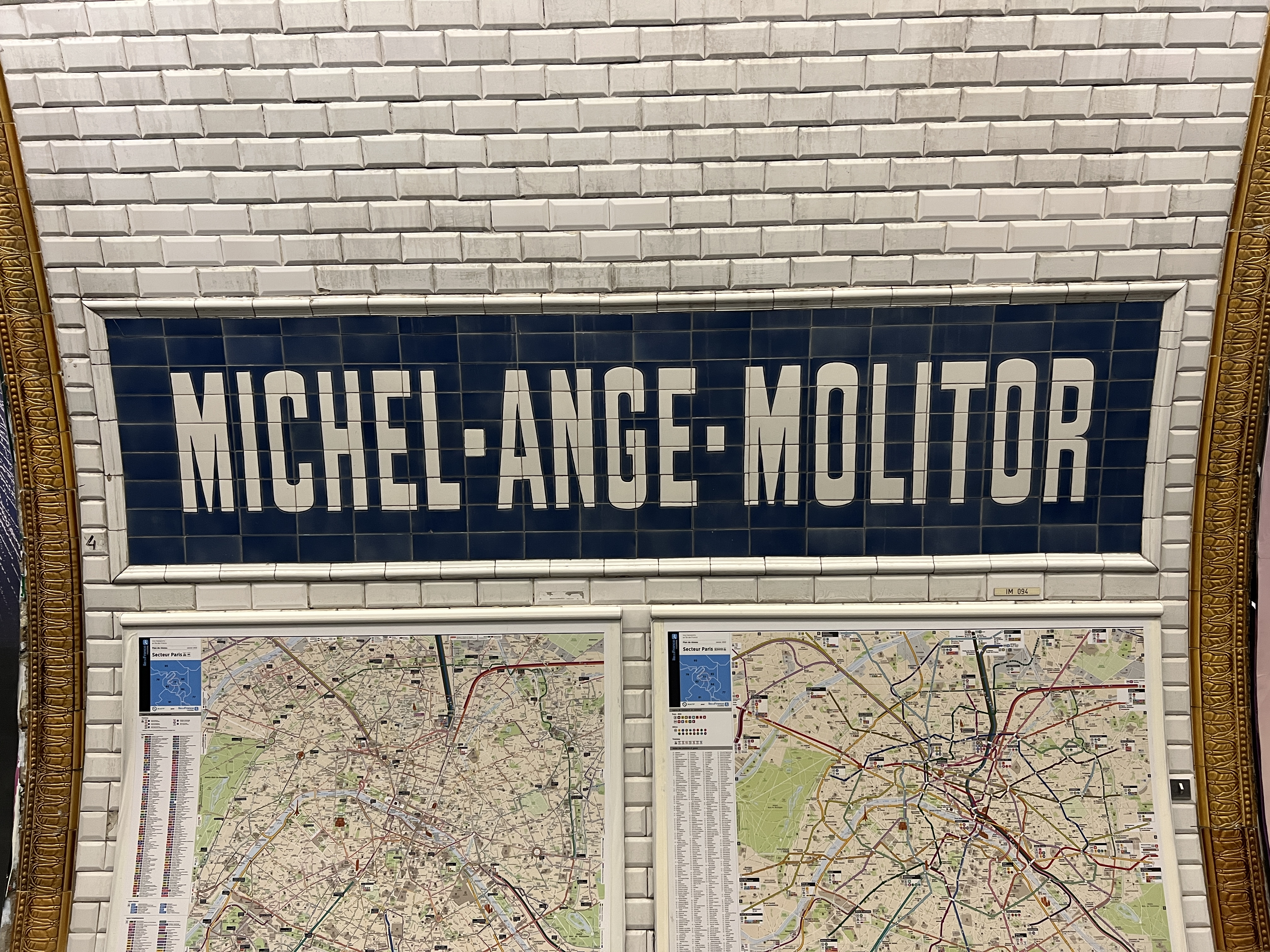
Faïence murale indiquant le nom de la station.

La station de la ligne 10 présente une configuration particulière : du fait de sa situation sur la section sud de la boucle d'Auteuil, elle possède deux voies encadrant un quai en îlot, d'une longueur classique de 75 mètres également, dont la desserte n'est assurée qu'en direction de Gare d'Austerlitz, le tout sous une voûte elliptique. La voie située au nord est utilisée par les rares trains en provenance de Porte d'Auteuil (dont le premier service quotidien ainsi que les circulations supplémentaires à la fin des manifestations au Parc des Princes), celle du sud étant dédiée aux circulations habituelles de la ligne en provenance de Boulogne - Pont de Saint-Cloud. La décoration est une variante du style utilisé pour la majorité des stations de métro : les traditionnels carreaux en céramique blancs biseautés recouvrent la voûte, les piédroits et les tympans, tandis que l'éclairage est assuré par un bandeau-tube suspendu. Les cadres publicitaires sont métalliques et le nom de la station est inscrit sur des plaques émaillées, en lettres capitales sur les piédroits et en police de caractères Parisine sur le quai en îlot. Les sièges de style « Akiko » sont de couleur bordeaux.
Cette décoration est ainsi presque identique à celle de la station voisine de la ligne 10, Michel-Ange - Auteuil, située sur l'autre section de la boucle.

Quai de la ligne 10
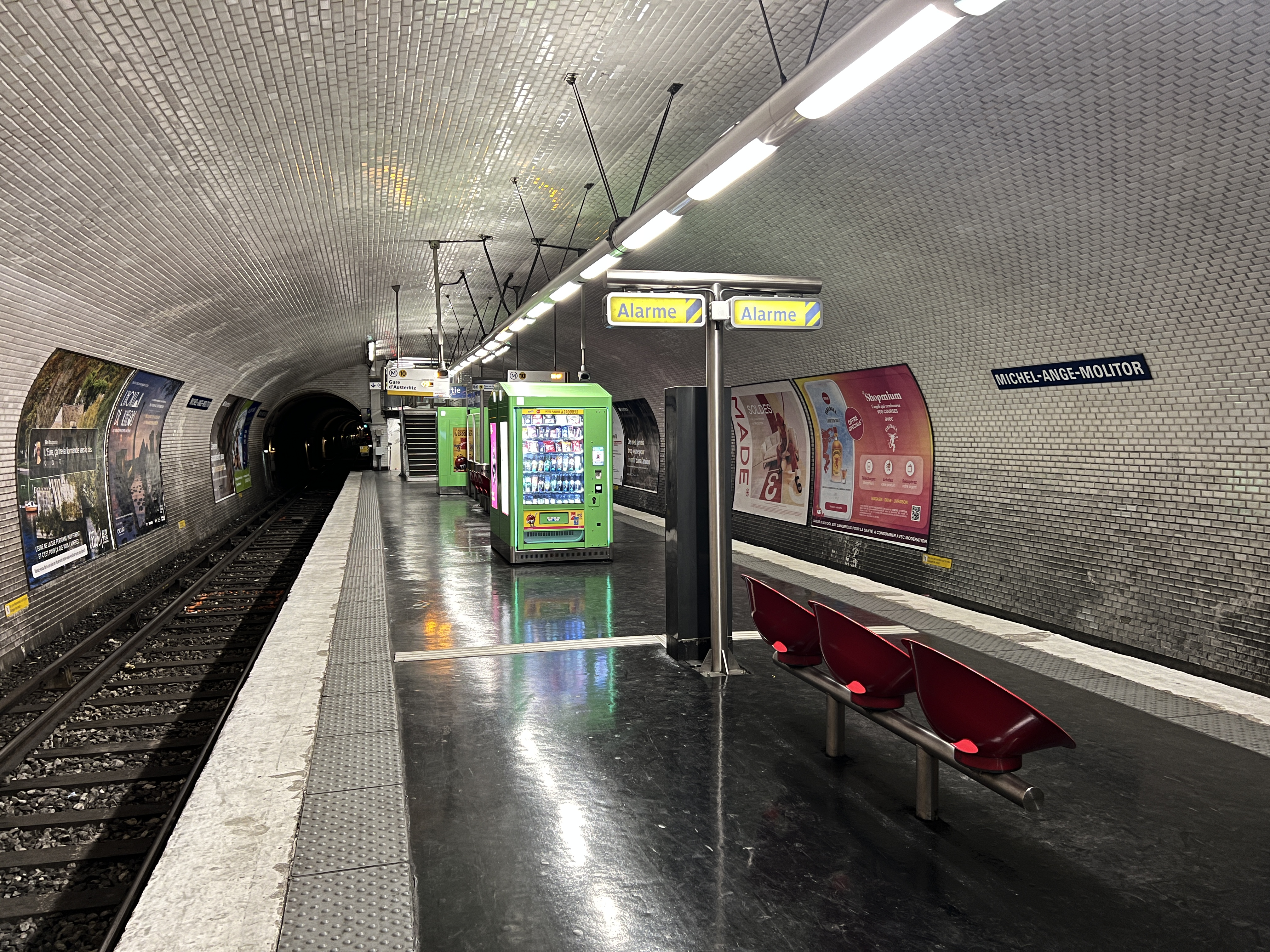
Le quai de la ligne 10, vu en direction de Gare d'Austerlitz.
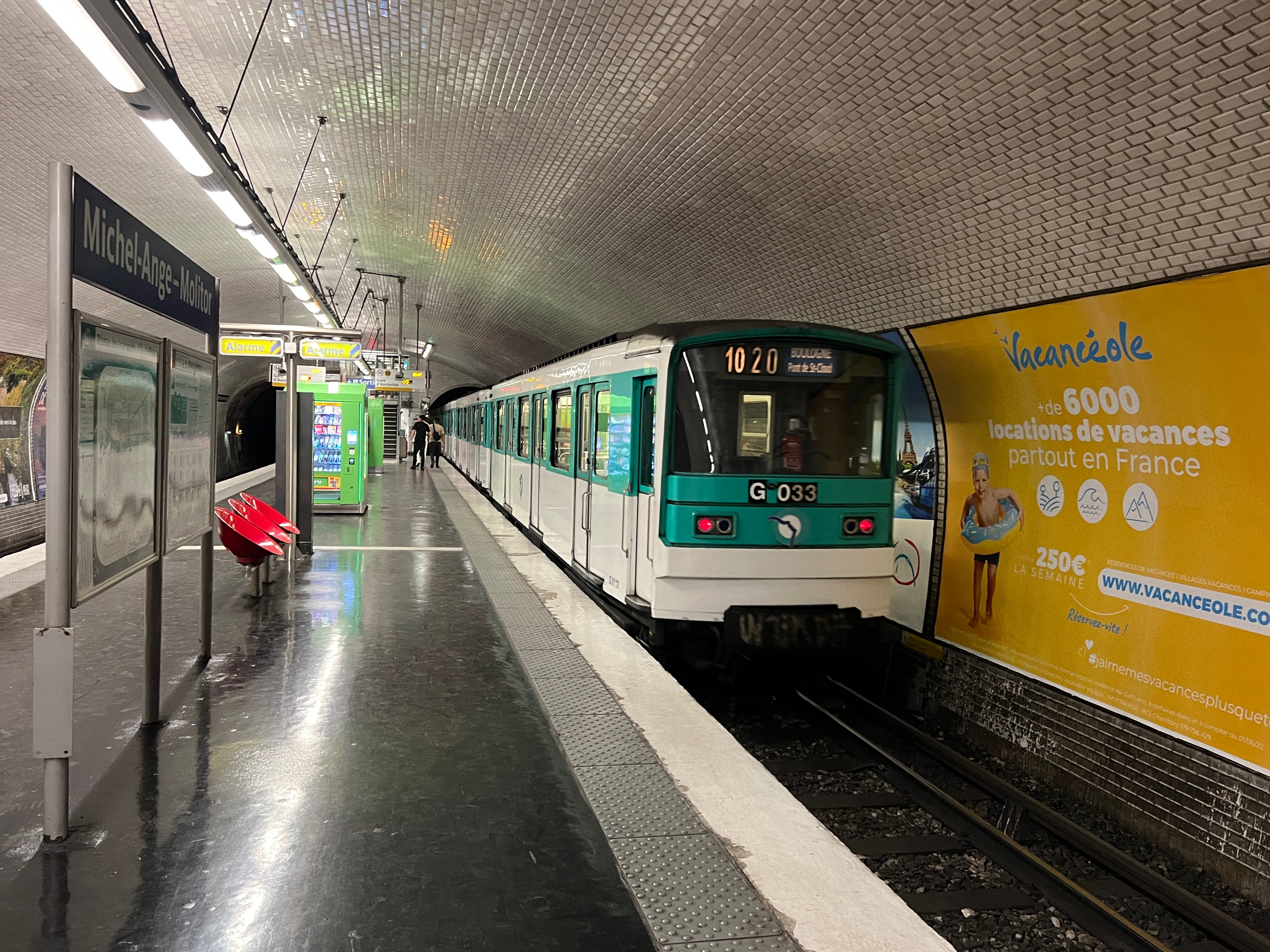
Rame MF 67 quittant la station pour Chardon-Lagache.
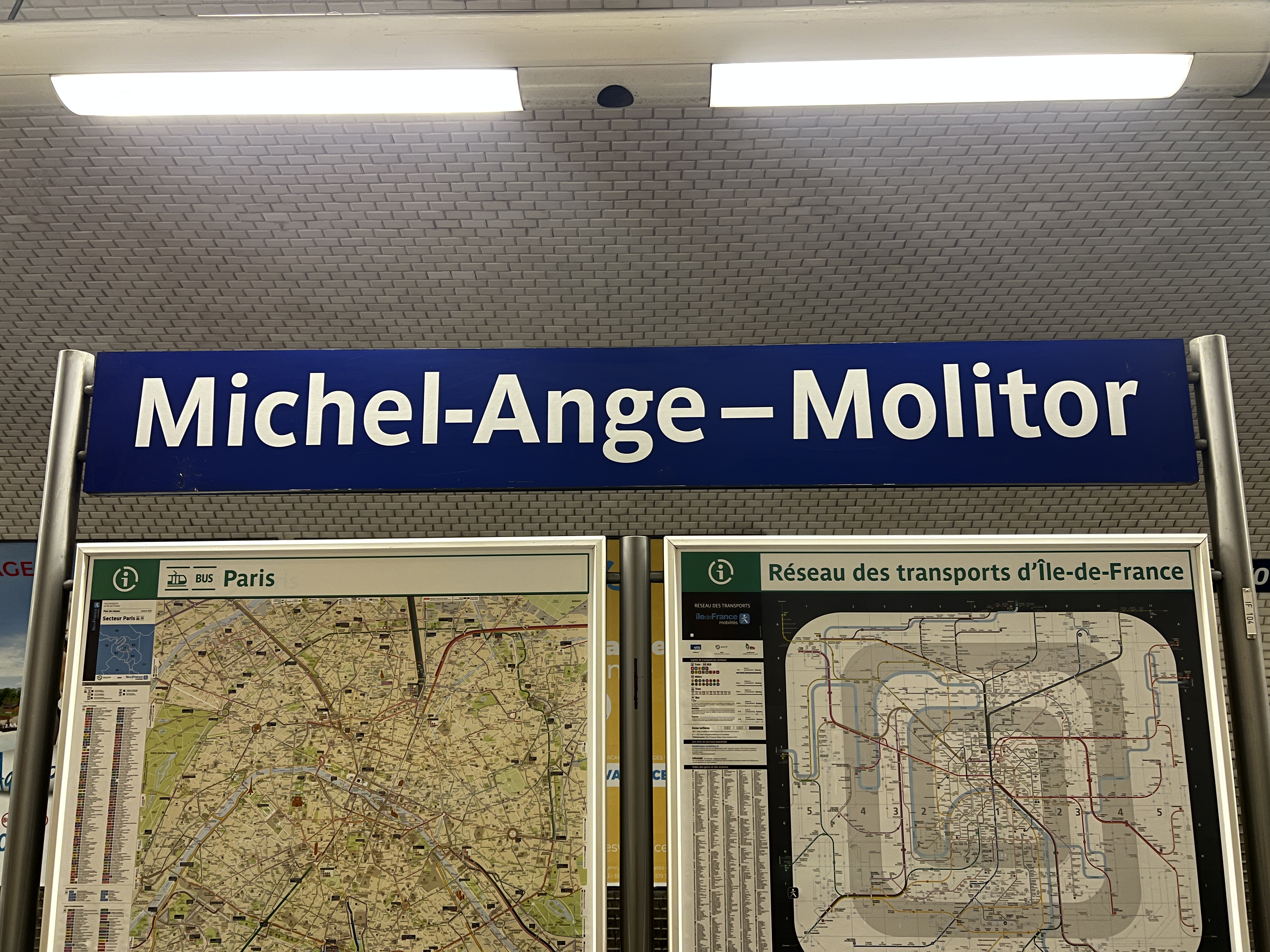
Plaque émaillée indiquant le nom de la station.

### Intermodalité
La station ne possède qu'une seule correspondance, avec la ligne 62 du réseau de bus RATP, en direction de Porte de France uniquement.

## À proximité
- Église Saint-François-de-Molitor
- Église réformée de Paris Auteuil
- Ambassade d'Algérie
- Ambassade de Namibie
- Lycée Jean-de-La-Fontaine